# Десимир Станојевић
Десимир Станојевић (Ниш, 7. октобар 1950 — Београд, 10. март 2020) био је српски позоришни и телевизијски глумац и певач.

## Биографија
Десимир Станојевић је рођен 7. октобра 1950. године у Нишу. Играо је у Народном позоришту у Нишу од 1970. до 1990. године а од 1991. у Позоришту на Теразијама у Београду. Оснивач је Омладинског позоришта „Трећа половина“ у Нишу. Заслужан је за извођење првог мјузикла у историји Нишког позоришта, „Виолиниста на крову“. Такође је заслужан за постављање мјузикла "Цигани лете у небо" у Нишком "Народном позоришту" (у његовој режији).
Био је дугогодишњи члан политичке странке Југословенска левица. Преминуо је 10. марта 2020. у свом дому у Београду.
Његова ћерка Нина је удата за глумца Зорана Ћосића.

## Филмографија
| Год.       | Назив                               | Улога                    |
| ---------- | ----------------------------------- | ------------------------ |
| 1980-те    |                                     |                          |
| 1984.      | Нечиста крв (ТВ театар)             | Томча                    |
| 1987.      | Лагер Ниш                           | Сима                     |
| 1990-те    |                                     |                          |
| 1992.      | Полицајац са Петловог брда          | диригент                 |
| 1993.      | Полицајац са Петловог брда (серија) | диригент                 |
| 1994.      | Новогодишња прича                   | гост у ресторану         |
| 1993—1996. | Срећни људи                         | Вукашин „Вуле“ Голубовић |
| 1999.      | Востала Сербија                     |                          |
| 2000-те    |                                     |                          |
| 2007.      | Сељаци                              | Радован                  |
| 2010-те    |                                     |                          |
| 2010.      | Lo scandalo della Banca Romana      | Governo Giolitti         |
| 2016.      | Прваци света                        | Мрка                     |
| 2016—2017. | Село гори а баба се чешља           | поштански службеник      |

## Фестивали
- 1997. Београдско пролеће - Романтичар (Вече градских песама и романси)

## Награде и признања
- Златна медаља за заслуге (постхумно, 2021)[8]